# Test Icicles
Test Icicles var ett kort-livat rockband som grundades i England 2004. Bandet grundades av Rory Attwell och Sam Mehran samma sommar som de medverkade i en kortfilm av Londonbaserade filmskaparen Eva-Marie Elg. Deras demo till "Circle, Square, Triangle" användes som filmmusik i filmen. Devonte Hynes blev inbjuden till att vara med på en spelning i Brighton, England, och efter det gick han med i bandet som permanent medlem. Bandet är till störst del influerat av indierock, men har även en hel del andra märkbara influenser, såsom hiphop, thrash och punk. I februari 2006 tillkännagav bandet att de hade splittrats. I en intervju i New Musical Express förklarade Hynes att splittringen berodde på att medlemmarna aldrig riktigt gillade musiken som de spelade.

## Diskografi
Studioalbum
- For Screening Purposes Only (31 oktober, 2005)

Singlar
- "Boa vs. Python" (1 augusti, 2005)
- "Circle, Square, Triangle" (24 oktober, 2005)
- "What's Your Damage" (16 januari, 2006)
- "Boa vs.Python" (Grime remix) (27 februari, 2006)
- "Totally Re-Fucked" (6 mars, 2006)
- "Dig Your Own Grave" (9 maj, 2006)